# Peter Strobel

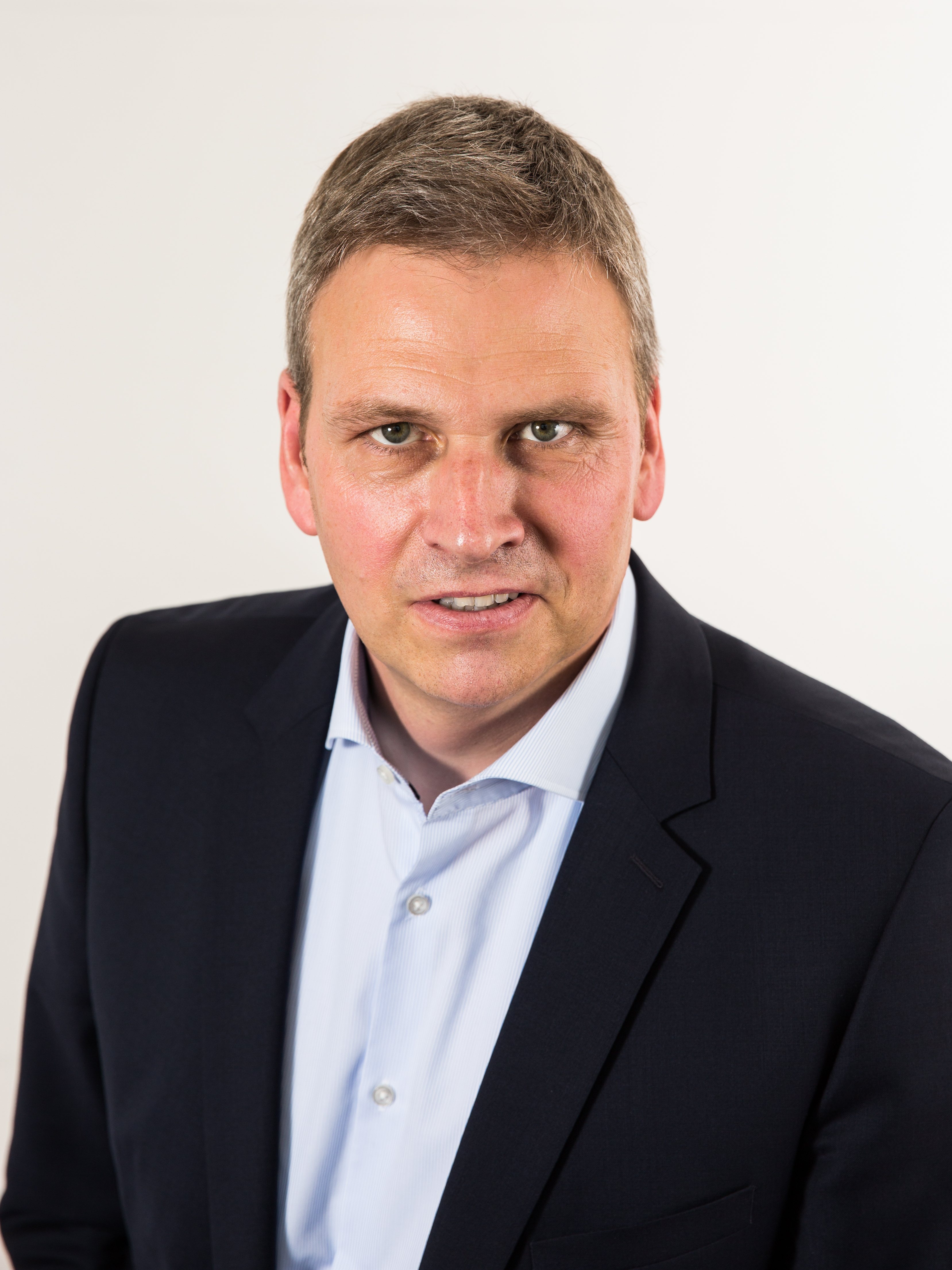
Peter Strobel (2017)

Peter Strobel (* 28. August 1970 in Saarbrücken) ist ein deutscher Politiker (CDU). Er war von März 2018 bis April 2022 Minister für Finanzen und Europa sowie Minister der Justiz des Saarlandes. Von 2012 bis 2022 war er Abgeordneter im Landtag des Saarlandes.

## Ausbildung und Beruf
Nach dem Besuch der Grund-, Real- und Höheren Handelsschule in Saarbrücken leistete Strobel seinen Wehrdienst bei den Feldjägern in Zweibrücken. Im Jahr 1991 schloss er die Ausbildung zum Kaufmann im Groß- und Außenhandel ab. In den Jahren 2004 bis 2018 war Peter Strobel geschäftsführender Gesellschafter des eigenen Familienbetriebs, der Strobel GmbH & Co. KG in Brebach.

## Politisches Engagement
Seit 2003 ist Strobel stellvertretender Vorsitzender der MIT Saarbrücken (Mittelstands- und Wirtschaftsvereinigung der CDU) sowie Mitglied im Wirtschaftsrat der CDU und stellvertretender Vorsitzender der CDU Brebach-Fechingen. Seit 2013 ist er Kreisvorsitzender der CDU Saarbrücken-Stadt und seit 2017 stellvertretender Landesvorsitzender der CDU Saar
Von 2004 bis 2018 war Strobel Stadtverordneter in Saarbrücken und dort von 2006 bis 2018 Vorsitzender der CDU-Stadtratsfraktion. Er war Mitglied im Aufsichtsrat der Saarbrücker Stadtwerke und des städtischen Klinikums sowie Mitglied des Verwaltungsrates der Sparkasse. Im Jahr 2011 kandidierte er vergeblich für das Amt des Oberbürgermeisters der saarländischen Landeshauptstadt.
Bei der Landtagswahl im Saarland 2012 wurde Strobel in den Landtag des Saarlandes gewählt, wo er dem Vorstand der CDU-Landtagsfraktion angehörte. Bei den Landtagswahlen 2017 und 2022 wurde er erneut in den Landtag gewählt. Von 2015 bis 2018 war er stellvertretender Vorsitzender der CDU-Landtagsfraktion. Im Juni 2022 legte er sein Abgeordnetenmandat nieder, um einer der beiden Geschäftsführer von Saartoto zu werden. Für ihn rückte Petra Fretter in den Landtag nach.
Ab dem 1. März 2018 war Strobel Minister für Finanzen und Europa sowie Minister der Justiz des Saarlandes im Kabinett Hans. Am 26. April 2022 schied er mit dem Antritt des Kabinetts Rehlinger aus diesen Ämtern wieder aus.

## Ehrenamt
Von 1984 bis 1988 engagierte sich Strobel aktiv in der Jugendgruppe der evangelischen Kirchengemeinde Fechingen. Den Fußball-Nachwuchs des FV Fechingen begann er im Jahr 1985 zu trainieren. Seit 2000 ist er 1. Vorsitzender des Fechinger Fußballvereins. Darüber hinaus war Strobel zwischen 1995 und 2000 im Vorstand der Sportjugend des Landessportverbandes als Referent für internationale Verbindungen aktiv. Neben den Ehrenämtern im Sport engagierte er sich von 2001 bis 2004 am Amtsgericht als Schöffe.